# 賓布洛索姆 (印地安納州)
賓布洛索姆（英語：Beanblossom）是位於美國印地安納州布朗縣的一個非建制地區。該地的面積和人口皆未知。

## 地理
賓布洛索姆的座標為39°16′01″N 86°14′57″W / 39.26694°N 86.24917°W，而該地的平均海拔高度為225米（即738英尺）。